# Antoni Meyer
Antoni Meyer (ur. 15 lutego 1870 w Husiatynie, zm. 25 grudnia 1939 w KL Sachsenhausen) – profesor Akademii Górniczej, doktor praw, inżynier górnictwa, emerytowany prezes Wyższego Urzędu Górniczego w Krakowie, wykładający na AG prawoznawstwo ogólne i prawo górnicze. 

## Życiorys
Studiował w Akademii Górniczej w Leoben oraz na Wydziale Prawa Uniwersytetu Jagiellońskiego. W 1896 roku uzyskał dyplom inżyniera górniczego, w 1897 stopień naukowy doktora praw.
Od 1928 prowadził wykłady zlecone z prawa górniczego, prawoznawstwa ogólnego i prawa fabrycznego na Wydziale Górniczym Akademii Górniczej. W 1932 objął stanowisko zastępcy profesora i kierownika Katedry Prawoznawstwa na Wydziale Górniczym AG.
Aresztowany przez Gestapo 6 listopada 1939 podczas Sonderaktion Krakau. Osadzony najpierw w więzieniu Montelupich, następnie przeniesiony wraz z innymi aresztowanymi polskimi uczonymi do koszar 20. pułku piechoty na ul. Mazowieckiej (obecnie koszary 16 batalionu powietrznodesantowego przy ul. Wrocławskiej). 27 listopada 1939 przewieziony został przez Wrocław i Berlin do obozu koncentracyjnego w Sachsenhausen. Był pierwszą ofiarą śmiertelną akcji.

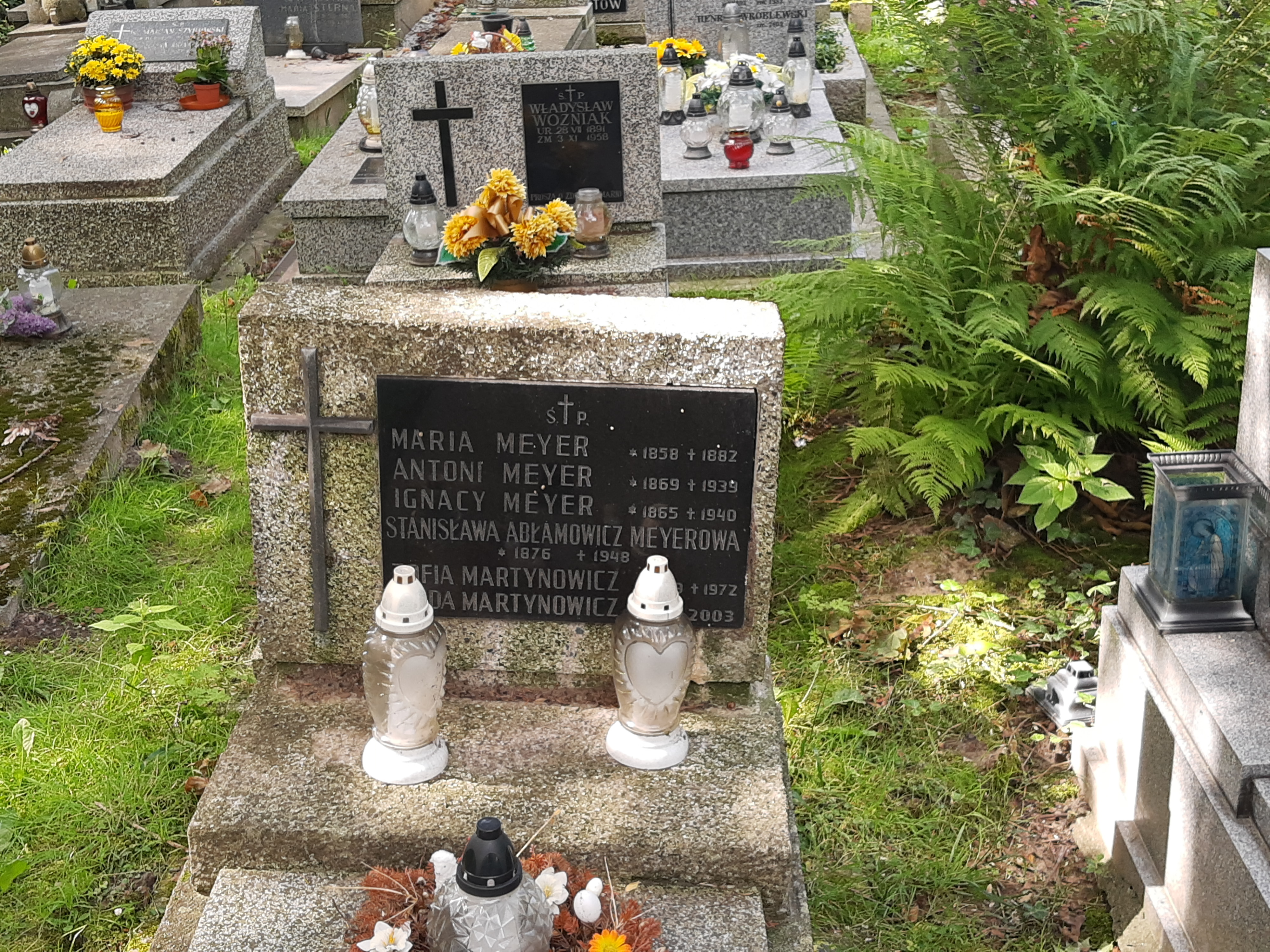
Grób prof. Antoniego Meyera na cmentarzu Rakowickim

Urna z jego prochami została przewieziona do Krakowa we wrześniu 1940 roku i pogrzebana na cmentarzu Rakowickim (kwatera M, rząd płn.).
2 maja 1923 został odznaczony Krzyżem Oficerskim Orderu Odrodzenia Polski „za zasługi położone w dziedzinie organizacji władz górniczych w Rzeczypospolitej Polskiej".